# Olympische Sommerspiele 2024/Schießen – Kleinkalibergewehr Dreistellungskampf (Frauen)
Der Schießwettbewerb im Kleinkalibergewehr Dreistellungskampf der Frauen bei den Olympischen Spielen 2024 in Paris fand vom 1. bis 2. August 2024 statt. Schauplatz des Wettkampfs war das Centre National de Tir Sportif, das in der Kleinstadt Déols in der Region Centre-Val de Loire südlich von Paris liegt. Titelverteidigerin war die Schweizerin Nina Christen.

## Titelträgerinnen
| Olympische Spiele 2020         | Nina Christen   | Tokio        |
| Weltmeisterschaften 2023       | Zhang Qiongyue  | Baku         |
| Afrikameisterschaften 2023     | Alzahraa Shaban | Kairo        |
| Panamerikameisterschaften 2024 | Sagen Maddalena | Buenos Aires |
| Asienmeisterschaften 2024      | Lee Eun-seo     | Jakarta      |
| Europameisterschaften 2024     |                 | Osijek       |
| Ozeanienmeisterschaften 2023   | Emily Cane      | Brisbane     |

## Ergebnisse

### Qualifikation
| Rang | Athletin              | Nation                         | Kniend | Liegend | Stehend | Gesamt  | Notes |
| ---- | --------------------- | ------------------------------ | ------ | ------- | ------- | ------- | ----- |
| 1    | Sagen Maddalena       | Vereinigte Staaten             | 198    | 200     | 195     | 593-45x | Q, OR |
| 2    | Zhang Qiongyue        | China                          | 199    | 199     | 195     | 593-40x | Q, OR |
| 3    | Chiara Leone          | Schweiz                        | 196    | 199     | 197     | 592-29x | Q     |
| 4    | Ojuunbatyn Jesügen    | Mongolei                       | 193    | 199     | 197     | 589-40x | Q     |
| 5    | Jeanette Hegg Duestad | Norwegen                       | 195    | 199     | 195     | 589-34x | Q     |
| 6    | Natalia Kochańska     | Polen                          | 195    | 198     | 196     | 589-30x | Q     |
| 7    | Nadine Ungerank       | Österreich                     | 197    | 197     | 195     | 589-27x | Q     |
| 8    | Stephanie Grundsøe    | Dänemark                       | 196    | 199     | 194     | 589-26x | Q     |
| 9    | Jolyn Beer            | Deutschland                    | 196    | 198     | 193     | 587-29x |       |
| 10   | Alexandra Le          | Kasachstan                     | 195    | 198     | 194     | 587-28x |       |
| 11   | Anna Janßen           | Deutschland                    | 197    | 198     | 192     | 587-27x |       |
| 12   | Seonaid McIntosh      | Großbritannien                 | 199    | 198     | 189     | 586-38x |       |
| 13   | Arina Altuchowa       | Kasachstan                     | 195    | 200     | 191     | 586-35x |       |
| 14   | Rikke Maeng Ibsen     | Dänemark                       | 196    | 193     | 197     | 586-26x |       |
| 15   | Jenny Stene           | Norwegen                       | 194    | 198     | 193     | 585-37x |       |
| 16   | Veronika Blažíčková   | Tschechien                     | 195    | 198     | 191     | 584-32x |       |
| 17   | Judith Gomez          | Frankreich                     | 196    | 194     | 192     | 584-28x |       |
| 18   | Anjum Moudgil         | Indien                         | 196    | 194     | 194     | 584-26x |       |
| 19   | Lee Eun-seo           | Südkorea                       | 193    | 197     | 193     | 583-35x |       |
| 20   | Aleksandra Pietruk    | Polen                          | 192    | 197     | 193     | 582-30x |       |
| 21   | Nina Christen         | Schweiz                        | 193    | 197     | 192     | 582-23x |       |
| 22   | Geovana Meyer         | Brasilien                      | 194    | 197     | 190     | 581-31x |       |
| 23   | Barbara Gambaro       | Italien                        | 193    | 197     | 192     | 580-26x |       |
| 24   | Darja Tschuprys       | Individuelle Neutrale Athleten | 193    | 197     | 192     | 579-23x |       |
| 25   | Mary Tucker           | Vereinigte Staaten             | 192    | 195     | 192     | 579-20x |       |
| 26   | Yarimar Mercado       | Puerto Rico                    | 192    | 197     | 189     | 578-29x |       |
| 27   | Han Jiayu             | China                          | 195    | 197     | 186     | 578-26x |       |
| 28   | Lisbet Hernández      | Kuba                           | 191    | 197     | 190     | 578-25x |       |
| 29   | Eszter Mészáros       | Ungarn                         | 196    | 198     | 193     | 577-29x |       |
| 30   | Im Ha-na              | Südkorea                       | 192    | 195     | 190     | 577-21x |       |
| 31   | Sift Kaur Samra       | Indien                         | 193    | 195     | 187     | 575-22x |       |
| 32   | Shannon Westlake      | Kanada                         | 187    | 193     | 187     | 567-16x |       |

### Finale
| Rang | Athletin              | Nation             | Kniend | Kniend | Kniend | Liegend | Liegend | Liegend | Stehend | Stehend | Stehend | Stehend | Stehend | Stehend | Stehend | Gesamt | Anmerkung |
| Rang | Athletin              | Nation             | 1      | 2      | 3      | 4       | 5       | 6       | 7       | 8       | 9s41    | 9s42    | 9s43    | 9s44    | 9s45    | Gesamt | Anmerkung |
| ---- | --------------------- | ------------------ | ------ | ------ | ------ | ------- | ------- | ------- | ------- | ------- | ------- | ------- | ------- | ------- | ------- | ------ | --------- |
| 1    | Chiara Leone          | Schweiz            | 52,0   | 51,6   | 52,6   | 51,1    | 52,6    | 53,2    | 50,2    | 51,1    | 10,2    | 8,8     | 10,5    | 9,7     | 10,8    | 464,4  | OR        |
| 2    | Sagen Maddalena       | Vereinigte Staaten | 52,2   | 52,2   | 51,5   | 52,3    | 53,0    | 52,8    | 47,8    | 51,1    | 9,9     | 10,8    | 9,4     | 9,9     | 10,1    | 463,0  |           |
| 3    | Zhang Qiongyue        | China              | 50,5   | 52,8   | 52,7   | 52,1    | 52,3    | 52,9    | 51,4    | 51,1    | 8,5     | 8,8     | 10,1    | 9,7     | ausg.   | 452,9  |           |
| 4    | Jeanette Hegg Duestad | Norwegen           | 51,0   | 51,9   | 51,8   | 52,1    | 52,9    | 52,6    | 51,0    | 48,0    | 10,9    | 10,6    | 9,7     | ausg.   | ausg.   | 442,5  |           |
| 5    | Nadine Ungerank       | Österreich         | 51,9   | 52,1   | 52,2   | 50,6    | 52,0    | 53,2    | 50,3    | 50,9    | 9,9     | 9,0     | ausg.   | ausg.   | ausg.   | 432,1  |           |
| 6    | Natalia Kochańska     | Polen              | 50,5   | 50,9   | 51,8   | 52,0    | 51,1    | 50,6    | 49,9    | 51,3    | 10,4    | ausg.   | ausg.   | ausg.   | ausg.   | 418,5  |           |
| 7    | Ojuunbatyn Jesügen    | Mongolei           | 50,7   | 51,1   | 51,7   | 50,8    | 51,9    | 51,1    | 48,5    | 51,8    | ausg.   | ausg.   | ausg.   | ausg.   | ausg.   | 407,6  |           |
| 8    | Stephanie Grundsøe    | Dänemark           | 51,3   | 50,7   | 50,7   | 52,6    | 52,2    | 51,6    | 50,7    | 46,6    | ausg.   | ausg.   | ausg.   | ausg.   | ausg.   | 406,4  |           |

Los Angeles 1984 |
Seoul 1988 |
Barcelona 1992 |
Atlanta 1996 |
Sydney 2000 |
Athen 2004 |
Peking 2008 |
London 2012 |
Rio de Janeiro 2016 |
Tokio 2020 |
Paris 2024